# Embryonales Hämoglobin
Embryonale Hämoglobine sind die ersten, schon in einer frühen ontogenetischen Entwicklungsphase während der Embryonalperiode auftretenden Proteinkomplexe des roten Blutfarbstoffs Hämoglobin. Gebildet werden sie in kernhaltigen großen blutbildenden Zellen (Erythroblasten) innerhalb der Blutinseln von Dottersack bzw. Mesoblast, gelegen in dem den Embryo versorgenden und umgebenden Anteil des Keims.
|          | ζ-Ketten      | α-Ketten   |
| ε-Ketten | Hb Gower-1    | Hb Gower-2 |
| γ-Ketten | Hb Portland-1 | HbF        |
| β-Ketten | Hb Portland-2 | HbA        |
| δ-Ketten |               | HbA2       |

Auch die embryonalen Hämoglobine sind tetramer gebaut und bestehen aus zwei Paar Untereinheiten. Ihre Globine unterscheiden sich im Proteinanteil durch epsilon (ε)- und zeta (ζ)-Ketten jedoch von später gebildetem fetalen Hämoglobin (HbF: α2γ2) und adulten Hämoglobinen (HbA(1): α2β2 bzw. HbA2: α2δ2). Das primär gebildete embryonale Hämoglobin enthält zwei zeta- sowie zwei epsilon-Ketten und wird beim Menschen Hb Gower-1 (ζ2ε2) genannt. Daneben treten mit geringen Anteilen auch Varianten auf, in denen zeta- durch alpha- oder epsilon- durch gamma- bzw. beta-Ketten ersetzt sind: Hb Gower-2 (α2ε2), Hb Portland-1 (ζ2γ2) und Hb Portland-2 (ζ2β2) genannt.
Embryonale Hämoglobine kennzeichnen die (mesoblastische) Phase der Erythropoese in extraembryonalen Blutinseln. Gegen Ende der Embryonalperiode findet eine Bildung roter Blutkörperchen auch intraembryonal statt, während der Fetalperiode überwiegt die Blutbildung in Leber und Milz. Für diese (hepatolienale) Phase ist das fetale Hämoglobin (HbF) kennzeichnend, dessen Menge sich entsprechend erhöht. Daher sinkt der Anteil embryonaler Hämoglobine rasch auf ein niedriges Niveau; bei Chromosomenfehlern kann sich dies verzögern. Noch vorgeburtlich beginnt die (medulläre) Phase der Blutbildung im Knochenmark, mit der adulte Hämoglobine (wie HbA) bereitgestellt werden.
Gelegentlich wird das Kürzel „HbE“ für ein embryonales Hämoglobin verwendet. Doch ist HbE auch die Abkürzung für Hämoglobin E – eine Mutante des adulten Hämoglobins mit zwei alpha- und zwei beta-Ketten, in denen eine Aminosäure gegen eine andere vertauscht ist – bzw. die damit verbundene Form einer Hämoglobinopathie.